# 349 aC
El 349 aC va ser un any del calendari romà pre-julià. En temps de la República i de l'Imperi Romà, era conegut com a any del consolat de Camil i Cras (o, més rarament, any 405 ab urbe condita o de la Fundació de Roma). L'ús del nom «349 aC» per referir-se a aquest any es remunta a l'alta edat mitjana, quan el sistema Anno Domini va ser el mètode de numeració dels anys més comú a Europa.

## Esdeveniments

### Imperi Persa
- Mentor de Rodes va fer un gran servei al rei de Pèrsia Artaxerxes II en la guerra contra el faraó rebel Nectabeu II d'Egipte i quan s'acaba la guerra aquest any, el rei persa ofereix a Mentor el comandament de les forces contra els sàtrapes rebels de l'Anatòlia.[2]

### Antiga Grècia
- Olint, a la península Calcídica, resisteix els atacs de Filip II de Macedònia. Rep l'ajuda d'Atenes, i Demòstenes fa tres discursos polítics (les Olintíaques), que aconsegueixen més suport per a Olint.[3]
- Cares, estrateg atenenc, és nomenat general dels mercenaris enviats per Atenes en socors d'Olint, però sembla que té una actuació molt limitada i el comandament passa a Caridem.[4]

### Antiga Roma
- Luci Furi Camil i Api Claudi Cras són elegits consols romans.[5]
- L'any anterior (350 aC) Furi Camil va ser nomenat dictador per tal de dirigir els comicis, i es va oposar al nomenament de cònsols plebeus. El senat, agraït, aconsegueix que sigui elegit cònsol aquest any, i Camil tria per col·lega a Api Claudi Cras. Però quan Cras es prepara per la guerra contra els gals, es mor. Camil queda com a cònsol únic, i dirigeix la guerra. Deixa dues legions per protegir la ciutat i les altres vuit les reparteix entre ell mateix i el pretor Pinari Natta que havia de protegir la costa contra els pirates grecs que en aquest moments infestaven el Latium. Amb les seves 4 legions Camil derrota els gals i els empeny cap a la Pulla.[6]
- Marc Valeri Corvus, magistrat romà, és tribú militar a l'exèrcit del cònsol Luci Furi Camil en la campanya contra els gals. Segons la llegenda, abans de començar la batalla, un dels guerrers gals, de mida gegantina, desafia als romans a lluitar contra ell en combat singular i Valeri Corvus accepta. Mentre s'aproximen l'un a l'altre un corb va a parar al seu escut i quan el gal ataca, el corb aixeca el vol cap a la seva cara moment que Valeri aprofita per travessar-lo amb l'espasa. A la batalla que segueix els gals són derrotats.[7]